# Hipertext.net
Hipertext.net es una revista académica en acceso abierto, centrado en la temática de la Biblioteconomía y Documentación y la Comunicación Interactiva. Se caracteriza por tratar diversos temas relacionados con la experiencia del usuario en la web, la documentación en el periodismo, los museos 2.0, el posicionamiento web, el diseño de webs, la búsqueda semántica en la web, los metadatos en los datos científicos, los documentales interactivos, etc. Es una publicación perteneciente al departamento de Comunicación de la Universidad Pompeu Fabra, editada por el grupo de investigación DigiDoc.